# Långtjärnet (Älgå socken, Värmland)
Långtjärnet är en sjö i Arvika kommun i Värmland och ingår i Göta älvs huvudavrinningsområde. Sjön har en area på 0,0811 kvadratkilometer och ligger 158,4 meter över havet. Sjön avvattnas av vattendraget Älgån (Mörtebäcken).

## Delavrinningsområde
Långtjärnet ingår i det delavrinningsområde (661657-130853) som SMHI kallar för Inloppet i Älgsjön. Medelhöjden är 199 meter över havet och ytan är 4,47 kvadratkilometer. Räknas de 3 avrinningsområdena uppströms in blir den ackumulerade arean 14,98 kvadratkilometer. Älgån (Mörtebäcken) som avvattnar avrinningsområdet har biflödesordning 3, vilket innebär att vattnet flödar genom totalt 3 vattendrag innan det når havet efter 276 kilometer. Avrinningsområdet består mestadels av skog (88 procent). Avrinningsområdet har 0,05 kvadratkilometer vattenytor vilket ger det en sjöprocent på 1 procent.